# Erasmus-Alber-Kirche (Bruchenbrücken)

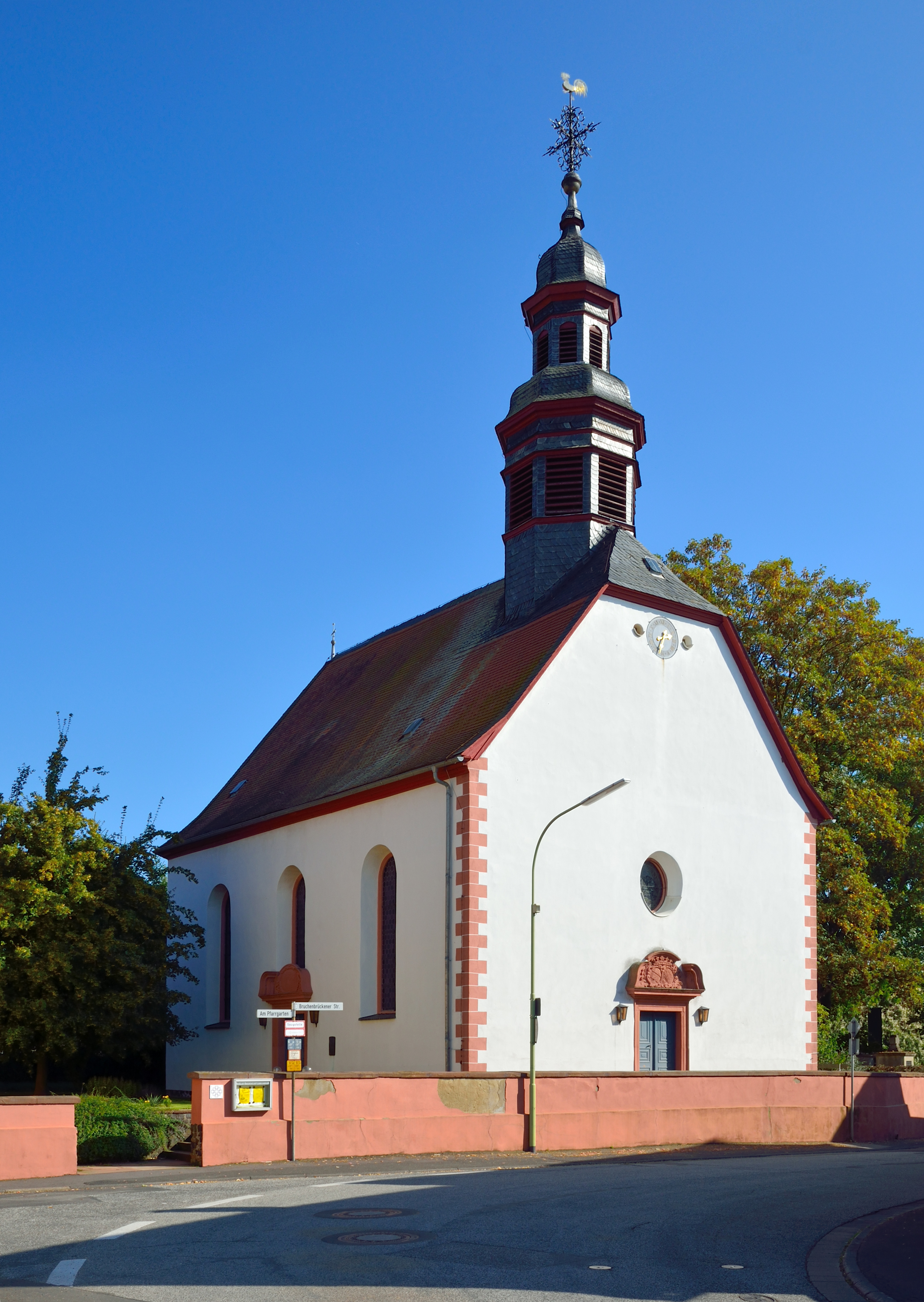
Evangelische Pfarrkirche Bruchenbrücken

Die Erasmus-Alber-Kirche ist ein denkmalgeschütztes Kirchengebäude in Bruchenbrücken, einem Stadtteil von Friedberg im Wetteraukreis (Hessen).

## Geschichte und Architektur
Die Kirche ist nach Erasmus Alberus benannt, der um 1500 in Bruchenbrücken geboren wurde und 1548 bei Martin Luther zum Doktor der Theologie promovierte. Die Vorgängerkirche wurde 1748 durch einen Blitzschlag zerstört. Die Grundsteinlegung des neuen Kirchengebäudes erfolgte 1750. Der Saalbau mit dreiseitigem Schluss wurde 1751 nach einem Entwurf des Tiroler Maurermeisters Joh. Georg Bärmann errichtet. Das Gebäude ist mit einem Dachreiter bekrönt. Die Kanzel stammt aus der Zeit um 1767, auf dem Schalldeckel ist ein Pelikan dargestellt. 1891 wurde der Innenraum gestrichen, an die Mitteldecke wurde ein segnender Christus gemalt. Im selben Jahr wurden eine Heizung und eine Orgel eingebaut. Das Bild des segnenden Christus wurde bei der Innenrenovierung 1966 wieder entfernt. Die letzte Renovierung wurde 1993 durchgeführt. Die große Glocke mit dem Schlagton gis1 wurde 1770 von Johann Peter Bach in Windecken gegossen, die kleinere ist neu.